# Sapromyza mallochiana
Sapromyza mallochiana är en tvåvingeart som beskrevs av Neal L. Evenhuis och Okadome 1989. Sapromyza mallochiana ingår i släktet Sapromyza och familjen lövflugor. Inga underarter finns listade i Catalogue of Life.